# Medvezjegorsk
Medvezjegorsk (russisk: Медвежьегорск, tr. Medvezjegorsk; karelsk: Karhumägi, tidligere kendt som Medvezja Gora russisk: Медве́жья Гора́) er en by i Republikken Karelija i Den Russiske Føderation. Medvezjegorsk ligger ved Murmansk-jernbanen, ved nordenden af Onega. Hvidehavskanalen passerer forbi byen, der ligger 80 meter over havets overflade. Medvezjegorsk har 11.737(2023) indbyggere.
Der har været en landsby på stedet siden 1600-tallet, der betragtes som grundlagt i 1916 som Medvezja Gora (dansk: ~ Bjørnebjerg). Byen ændrede navn og fik bystatus i 1938. Befolkningen voksede fra 15.800 i 1959 til 28.300 i 1996, men er faldet siden da til 16.551 i 2005 og 14.647 i 2015.

## Galleri
- Hvidehavskanalens administrationsbygning i Medvezjegorsk.